# Baltasar Gago
Pour les articles homonymes, voir Gago.
Baltasar Gago (Lisbonne, Royaume de Portugal, 1518 - Goa, Empire portugais, 9 janvier 1583) est un jésuite portugais du XVIe siècle, missionnaire au Japon et en Inde, explorateur, fondateur de mission.

## Biographie
Baltasar Gago entre dans la Compagnie de Jésus en 1546 alors qu'il est déjà prêtre. Il est envoyé à Goa en 1548 pour enseigner dans le collège jésuite de la ville. En 1551 il participe à l'expédition à Ceylan organisée par le vice-roi du Portugal Alfonso de Noronha. La même année il rencontre François-Xavier qui le convainc de l'accompagner au Japon. Arrivé au Japon l'année suivante il est affecté aux missions de Hirado et de Funai. A Hirado il entre en relation avec la secte zen locale ce qui lui permet d'écrire un premier traité (Sommaire des erreurs des infidèles du Japon) différenciant le Bouddhisme et le Shintoïsme. En 1557 il est envoyé fonder une nouvelle mission à Hakata avant de retourner en Inde 1560 où il y restera jusqu'à la fin de sa vie œuvrant dans différentes missions (Chorao, Rachol, Margao, Salsette).